# Pseudochromis fuscus
Pseudochromis fuscus, thường được gọi là cá đạm bì nâu, là một loài cá biển thuộc chi Pseudochromis trong họ Cá đạm bì. Loài này được mô tả lần đầu tiên vào năm 1849. Từ fuscus trong tiếng Latin có nghĩa là "màu tối" hoặc "sẫm", ám chỉ màu của loài này.

## Phân bố và môi trường sống
P. fuscus là một trong những loài Pseudochromis có phân bố rộng rãi nhất, từ Sri Lanka phía đông đến Yap (thuộc quần đảo Caroline) và Vanuatu; phía bắc đến quần đảo Ryukyu và phía nam đến bờ biển khu vực trung Tây Úc và phía nam Queensland của Úc. P. fuscus thường sống xung quanh những khu vực có nhiều rạn san hô hoặc những mỏm đá ngầm trong các đầm phá, trong các kẽ đá, thường ở độ sâu khoảng 30 m trở lại.
Loài này có mặt ở vùng biển Nam Trung Bộ của Việt Nam.

## Mô tả
P. fuscus trưởng thành dài khoảng 10 cm. Nó có nhiều biến thể màu sắc khác nhau, từ màu vàng tươi đến hồng nhạt, nâu đỏ hoặc xám đen; nhưng chủ yếu là màu vàng với nâu. Vảy có nhiều chấm màu xanh lam, tạo thành các sọc ngang trên cơ thể, nhưng có thể khó nhìn thấy ở các cá thể có màu vàng tươi. Vây lưng và vây hậu môn có viền xanh. Mắt có viền màu xanh lơ ở phía sau. Chúng rất phổ biến nhưng nhát nên khó nhìn thấy.
Số gai ở vây lưng: 3; Số vây tia mềm ở vây lưng: 25 - 29; Số gai ở vây hậu môn: 3; Số vây tia mềm ở vây hậu môn: 13 - 15.
Thức ăn của P. fuscus có lẽ là rong tảo và các sinh vật phù du nhỏ. Thường đơn độc và ưa sống trong các san hô thuộc các chi Acropora và Pocillopora.
P. fuscus được đánh bắt để phục vụ cho ngành thương mại cá cảnh.